# Bayenghem-lès-Éperlecques
Ne doit pas être confondu avec Bayenghem-lès-Seninghem.
Bayenghem-lès-Éperlecques [bajɑ̃ɡɑ̃ lɛ.z‿epɛʁlɛk], orthographiée localement Bayenghem-lez-Éperlecques, est une commune française située dans le département du Pas-de-Calais en région Hauts-de-France. Ses habitants sont appelés les Bayenghemois. La commune est membre de la communauté d'agglomération du Pays de Saint-Omer.
Le territoire de la commune est situé dans le parc naturel régional des Caps et Marais d'Opale.

## Géographie

### Localisation
Localisée dans le nord-est du département du Pas-de-Calais, Bayenghem-lès-Éperlecques est une commune située, à vol d'oiseau, à 12 km au nord-ouest de la commune de Saint-Omer (chef-lieu d'arrondissement).
Le territoire de la commune est limitrophe de ceux de cinq communes.
Les communes limitrophes sont Muncq-Nieurlet, Mentque-Nortbécourt, Nordausques, Nort-Leulinghem et Éperlecques.

### Géologie et relief
La superficie de la commune est de 4,51 km2 ; son altitude varie de 12  à   92 mètres.

### Hydrographie
Le territoire de la commune est situé dans le bassin Artois-Picardie.
La commune est traversée par trois cours d'eau :
- le Paclose, d'une longueur de 8,42 km, qui prend sa source dans la commune de Nordausques et se jette dans le Reninghe au niveau de la commune de Watten[4] ;
- l'Est Mont, d'une longueur de 2,34 km, qui prend sa source dans la commune et se jette dans la Liette d'Eperlecques au niveau de la commune d'Éperlecques[5] ;

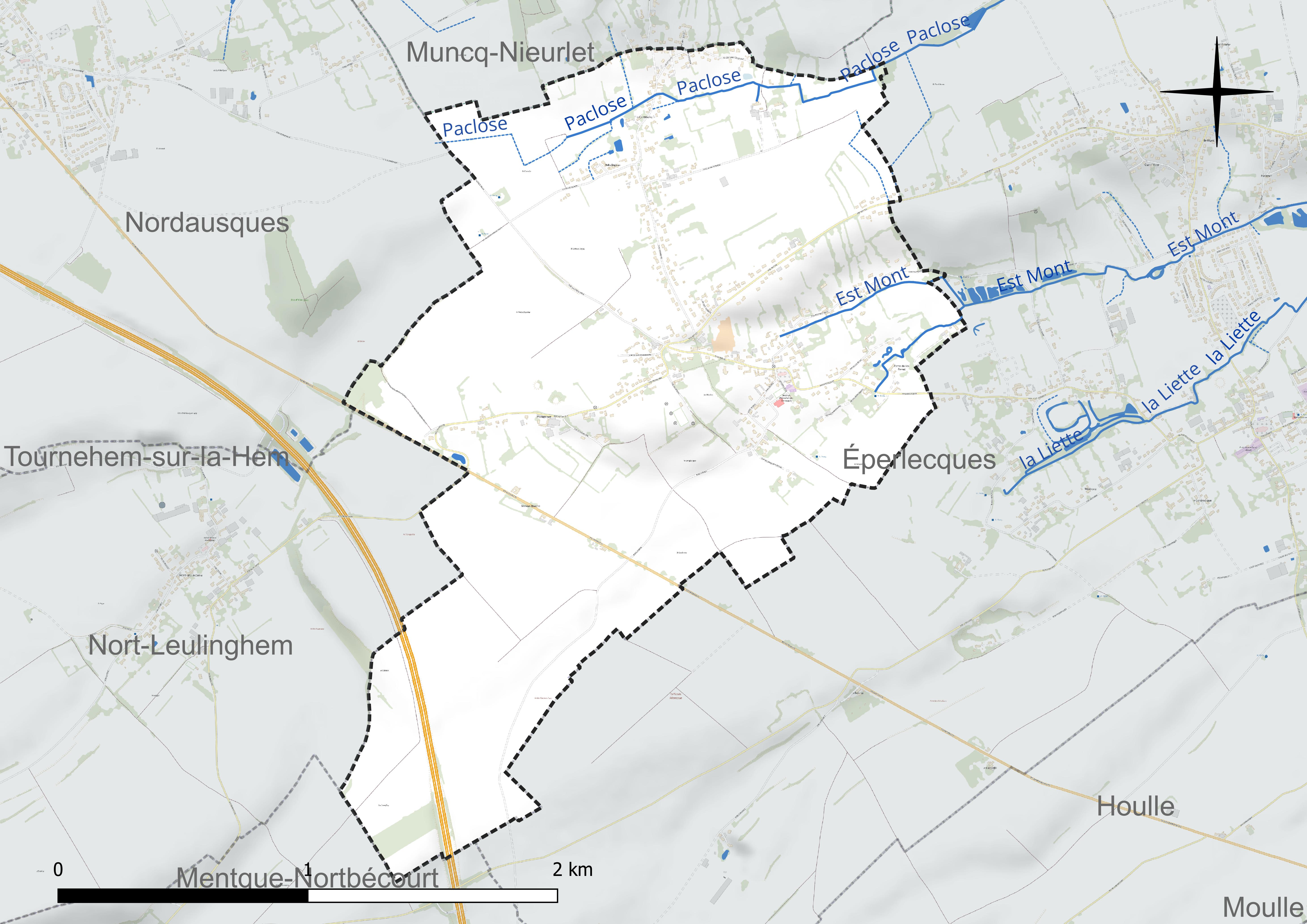
Réseau hydrographique de Bayenghem-lès-Éperlecques.

- le Communal, d'une longueur de 1,11 km[6].

### Climat
Pour des articles plus généraux, voir Climat des Hauts-de-France et Climat du Pas-de-Calais.
En 2010, le climat de la commune est de type climat océanique franc, selon une étude du CNRS s'appuyant sur une série de données couvrant la période 1971-2000. En 2020, Météo-France publie une typologie des climats de la France métropolitaine dans laquelle la commune est exposée à un climat océanique et est dans la région climatique Côtes de la Manche orientale, caractérisée par un faible ensoleillement (1 550 h/an) ; forte humidité de l’air (plus de 20 h/jour avec humidité relative > 80 % en hiver), vents forts fréquents.
Pour la période 1971-2000, la température annuelle moyenne est de 10,5 °C, avec une amplitude thermique annuelle de 12,9 °C. Le cumul annuel moyen de précipitations est de 865 mm, avec 12,6 jours de précipitations en janvier et 8 jours en juillet. Pour la période 1991-2020, la température moyenne annuelle observée sur la station météorologique la plus proche, située sur la commune de Watten à 7 km à vol d'oiseau, est de 11,3 °C et le cumul annuel moyen de précipitations est de 822,8 mm,. Pour l'avenir, les paramètres climatiques de la commune estimés pour 2050 selon différents scénarios d'émission de gaz à effet de serre sont consultables sur un site dédié publié par Météo-France en novembre 2022.

### Milieux naturels et biodiversité

#### Espace protégé et géré
La protection réglementaire est le mode d’intervention le plus fort pour préserver des espaces naturels remarquables et leur biodiversité associée.
Dans ce cadre, la commune fait partie d'un espace protégé : le parc naturel régional des Caps et Marais d'Opale, d’une superficie de 132 499 ha réparties sur 154 communes, géré par le syndicat mixte d'aménagement et de gestion du parc naturel régional des Caps et Marais d'Opale.

#### Zone naturelle d'intérêt écologique, faunistique et floristique
L’inventaire des zones naturelles d'intérêt écologique, faunistique et floristique (ZNIEFF) a pour objectif de réaliser une couverture des zones les plus intéressantes sur le plan écologique, essentiellement dans la perspective d’améliorer la connaissance du patrimoine naturel national et de fournir aux différents décideurs un outil d’aide à la prise en compte de l’environnement dans l’aménagement du territoire.
Le territoire communal comprend une ZNIEFF de type 2 : Le complexe écologique du marais Audomarois et de ses versants, d’une superficie de 12 177 ha et d'une altitude variant de 2  à   94 mètres. Cette ZNIEFF est un élément de la dépression préartésienne, drainé par l’Aa, le marais Audomarois est un golfe de basses terres bordé à l’Ouest par la retombée crayeuse de l’Artois et à l’Est par les collines argileuses de la Flandre intérieure.

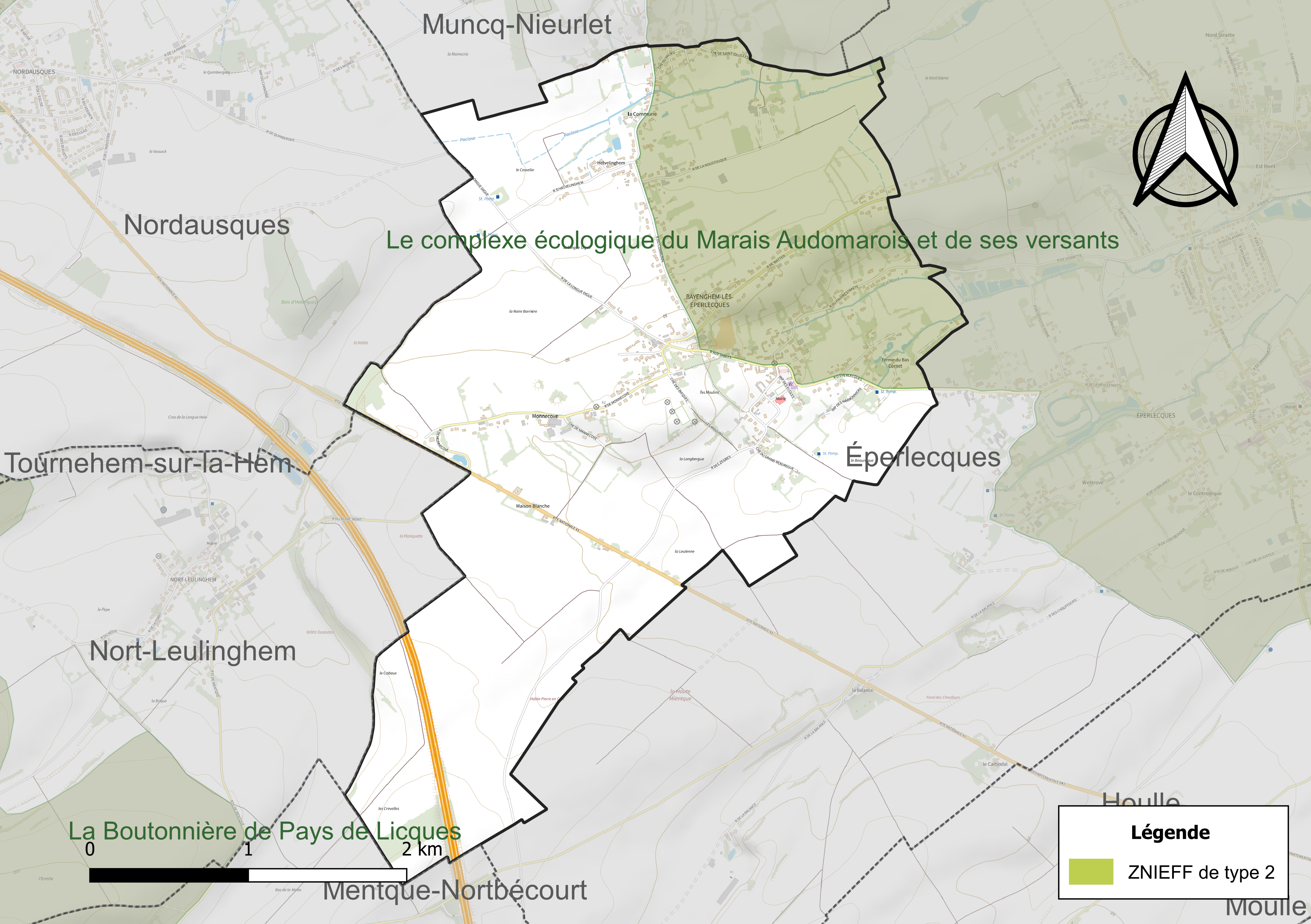
Carte de la ZNIEFF sur la commune.

## Urbanisme

### Typologie
Au 1er janvier 2024, Bayenghem-lès-Éperlecques est catégorisée bourg rural, selon la nouvelle grille communale de densité à sept niveaux définie par l'Insee en 2022.
Elle appartient à l'unité urbaine de Saint-Omer, une agglomération inter-départementale regroupant 23  communes, dont elle est une commune de la banlieue,,. Par ailleurs la commune fait partie de l'aire d'attraction de Saint-Omer, dont elle est une commune de la couronne,. Cette aire, qui regroupe 79 communes, est catégorisée dans les aires de 50 000 à moins de 200 000 habitants,.

### Occupation des sols
L'occupation des sols de la commune, telle qu'elle ressort de la base de données européenne d’occupation biophysique des sols Corine Land Cover (CLC), est marquée par l'importance des territoires agricoles (94,1 % en 2018), une proportion identique à celle de 1990 (94,1 %). La répartition détaillée en 2018 est la suivante : 
terres arables (64,8 %), prairies (29,3 %), zones urbanisées (5,9 %). L'évolution de l’occupation des sols de la commune et de ses infrastructures peut être observée sur les différentes représentations cartographiques du territoire : la carte de Cassini (XVIIIe siècle), la carte d'état-major (1820-1866) et les cartes ou photos aériennes de l'IGN pour la période actuelle (1950 à aujourd'hui).

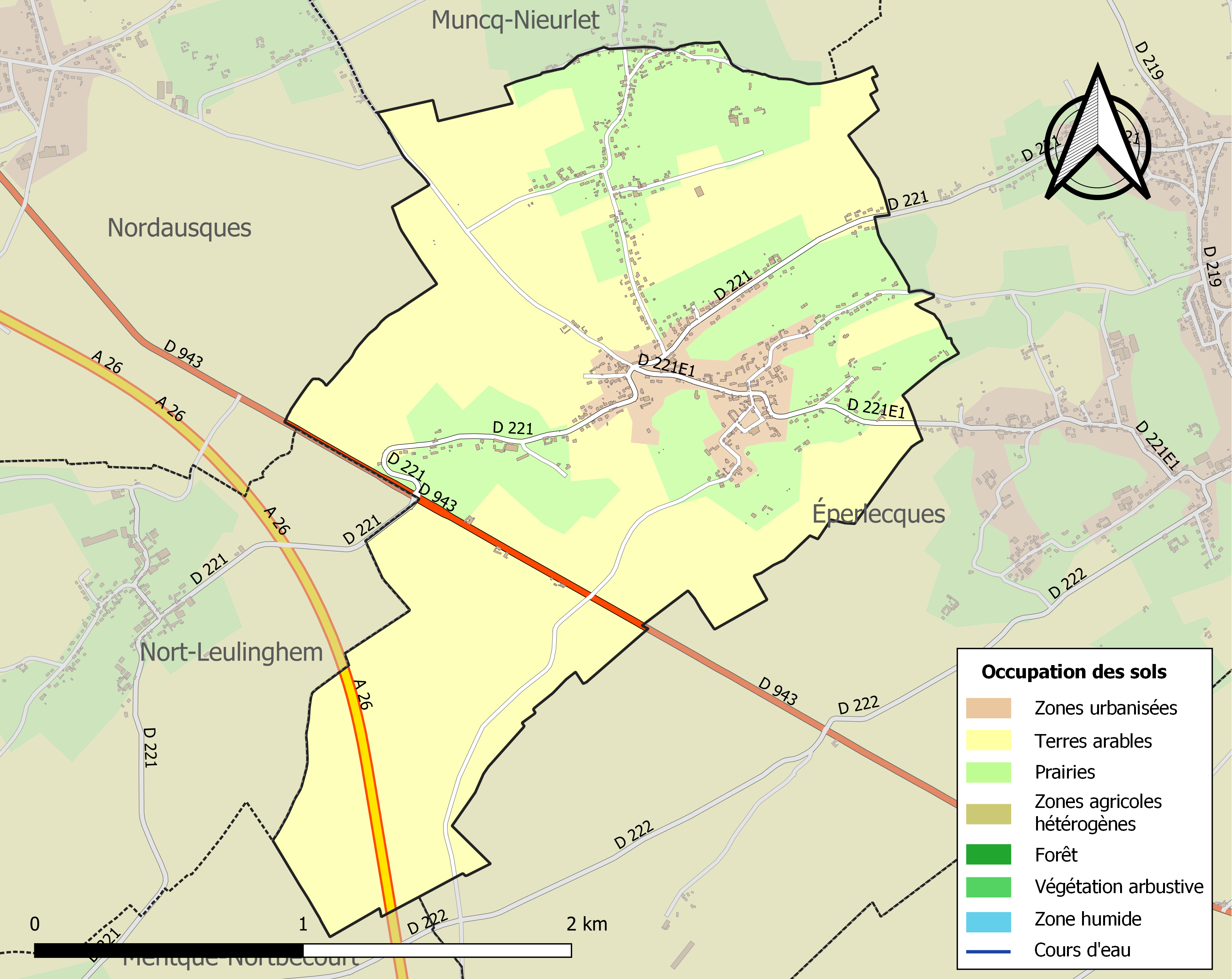
Carte des infrastructures et de l'occupation des sols de la commune en 2018 (CLC).

### Voies de communication et transports

#### Voies de communication
La commune est desservie par les routes départementales D 221 et D 943 et le sud de la commune est traversé par l'autoroute 26, reliant Calais à Troyes. La commune est située à 6 km de la sortie no 2 de cette autoroute.

#### Transport ferroviaire
La commune se trouve à 14 km au nord-ouest de la gare de Saint-Omer, située sur les lignes de Lille aux Fontinettes et de Saint-Omer à Hesdigneul. C'est une gare de la Société nationale des chemins de fer français (SNCF), desservie par des trains régionaux du réseau TER Hauts-de-France.

### Risques naturels et technologiques

#### Risque inondation
À la suite du passage des tempêtes Ciarán, Domingos et Elisa et des inondations et coulées de boue qui se sont produites, la commune est reconnue, par arrêté du 14 novembre 2023, en état de catastrophe naturelle pour inondations et coulées de boue sur la période du 2 au 12 novembre 2023, comme 179 autres communes du département.

## Toponymie
Le nom de la localité est attesté sous les formes Baingehem, Bainghehem, Bahingahem et Baingahem (1084), Bainghem (1129), Beinghem (1285), Baingehem (1301), Baynguehem (1329), Baienghem (1339-1340), Bainhinguehem (1356), Baenguien (XIVe siècle), Beynghem (XIVe siècle), Baingehem-lez-Esperlecke (1431), Baynghem (1465), Bainghen-lès-Esperlecques (XVe siècle), Bainguen et Bainghen-lez-Esperlecques (1542-1543), Ballinghen-les-Esprelecques (1591), Baynghem-les-Esprelecques (1640), Bahinghem-lès-Esperlettes (1720), Bayenghem-lez-Éperlecques (1759), Bayenhem les Eperleque (1793), Bayenhem puis Bayenghem-lès-Éperlecques (depuis 1801),.
Comme pour Bayenghem-lès-Seninghem, Ernest Nègre donne comme origine toponymique l'anthroponyme germanique Baio, suivi de -inga « gens (de) » + -he(i)m « maison, foyer », donnant la « demeure du peuple de Baio », auquel fut ajouté à partir du XVe siècle -lès-Éperlecques montrant la proximité de la commune par rapport à Éperlecques (lès signifiant « près de »), et afin de la différencier de son homonyme, Bayenghem-lès-Seninghem.
Baaiengem en flamand.

## Histoire
Bayenghem-lès-Éperlecques était dans la France de l'ancien régime, avant la Révolution française, le siège d'une seigneurie.
Le 1er mars 1545, l'empereur Charles V (Charles Quint; la région fait alors partie de ses possessions en tant qu'héritier des ducs de Bourgogne, eux-mêmes héritiers des comtes de Flandre ) par acte pris à Maestricht érige en baronnie la terre de Bayeghem, mouvante du château (c'est-à-dire de la châtellenie) de Saint-Omer et immédiatement de la terre de Tournehem (la dépendance de Saint-Omer, la proximité de Tournehem, ces indices amènent à penser qu'il s'agit bien de Bayenghem), au bénéfice de Jean III de Northoud, chevalier, seigneur de Bayeghem, Northoud, etc., capitaine de la ville de Dunkerque, conseiller et maître d'hôtel de la reine Marie, douairière de Hongrie, régente des Pays-Bas (Marie de Hongrie). (repris ci-dessous à la section Personnalités).
Le 18 juin 2019, un arrêté reconnaissant l'état de catastrophe naturelle sécheresse a été pris, pour onze communes du Pas-de-Calais, dont Bayenghem-lès-Éperlecques, afin que puisse avoir lieu l'indemnisation par les assurances des cas de maisons ou bâtiments fissurés à la suite du retrait-gonflement des argiles.

## Politique et administration

### Découpage territorial
La commune se trouve dans l'arrondissement de Saint-Omer du département du Pas-de-Calais.

#### Commune et intercommunalités
La commune est membre de la communauté d'agglomération du Pays de Saint-Omer qui regroupe 53 communes et totalise 104 937 habitants en 2021.

#### Circonscriptions administratives
La commune est rattachée au canton de Saint-Omer.

#### Circonscriptions électorales
Pour l'élection des députés, la commune fait partie de la sixième circonscription du Pas-de-Calais.

### Élections municipales et communautaires

#### Liste des maires
| Période                                  | Période                       | Identité           | Étiquette | Qualité                                                         |
| ---------------------------------------- | ----------------------------- | ------------------ | --------- | --------------------------------------------------------------- |
| Les données manquantes sont à compléter. |                               |                    |           |                                                                 |
| mars 2001                                | En cours (au 31 janvier 2022) | Jean-Michel Bouhin |           | Réélu pour le mandat 2014-2020, Réélu pour le mandat 2020-2026, |

## Équipements et services publics

### Justice, sécurité, secours et défense
La commune dépend du tribunal judiciaire de Saint-Omer, du conseil de prud'hommes de Saint-Omer, de la cour d'appel de Douai, du tribunal de commerce de Boulogne-sur-Mer, du tribunal administratif de Lille, de la cour administrative d'appel de Douai, du tribunal judiciaire de Boulogne-sur-Mer et du tribunal pour enfants de Saint-Omer.

## Population et société

### Démographie
Les habitants de la commune sont appelés les Bayenghemois.

#### Évolution démographique
L'évolution du nombre d'habitants est connue à travers les recensements de la population effectués dans la commune depuis 1793. Pour les communes de moins de 10 000 habitants, une enquête de recensement portant sur toute la population est réalisée tous les cinq ans, les populations de référence des années intermédiaires étant quant à elles estimées par interpolation ou extrapolation. Pour la commune, le premier recensement exhaustif entrant dans le cadre du nouveau dispositif a été réalisé en 2004.

En 2022, la commune comptait 1 019 habitants, en évolution de +0,59 % par rapport à 2016 (Pas-de-Calais : −0,72 %, France hors Mayotte : +2,11 %).
| 1793 | 1800 | 1806 | 1821 | 1831 | 1836 | 1841 | 1846 | 1851 |
| ---- | ---- | ---- | ---- | ---- | ---- | ---- | ---- | ---- |
| 351  | 419  | 490  | 518  | 505  | 541  | 555  | 535  | 505  |

| 1856 | 1861 | 1866 | 1872 | 1876 | 1881 | 1886 | 1891 | 1896 |
| ---- | ---- | ---- | ---- | ---- | ---- | ---- | ---- | ---- |
| 473  | 475  | 438  | 465  | 456  | 476  | 505  | 504  | 468  |

| 1901 | 1906 | 1911 | 1921 | 1926 | 1931 | 1936 | 1946 | 1954 |
| ---- | ---- | ---- | ---- | ---- | ---- | ---- | ---- | ---- |
| 455  | 432  | 432  | 439  | 431  | 432  | 432  | 443  | 430  |

| 1962 | 1968 | 1975 | 1982 | 1990 | 1999 | 2004 | 2006 | 2009 |
| ---- | ---- | ---- | ---- | ---- | ---- | ---- | ---- | ---- |
| 421  | 418  | 392  | 468  | 637  | 687  | 861  | 918  | 927  |

| 2014  | 2019  | 2022  | - | - | - | - | - | - |
| ----- | ----- | ----- | - | - | - | - | - | - |
| 1 000 | 1 002 | 1 019 | - | - | - | - | - | - |

#### Pyramide des âges
En 2018, le taux de personnes d'un âge inférieur à 30 ans s'élève à 37,9 %, soit au-dessus de la moyenne départementale (36,7 %). À l'inverse, le taux de personnes d'âge supérieur à 60 ans est de 17,6 % la même année, alors qu'il est de 24,9 % au niveau départemental.
En 2018, la commune comptait 521 hommes pour 485 femmes, soit un taux de 51,79 % d'hommes, largement supérieur au taux départemental (48,5 %).
Les pyramides des âges de la commune et du département s'établissent comme suit.
| Hommes | Classe d’âge | Femmes |
| ------ | ------------ | ------ |
| 0,2    | 90 ou +      | 0,6    |
| 1,7    | 75-89 ans    | 3,9    |
| 13,9   | 60-74 ans    | 14,9   |
| 23,5   | 45-59 ans    | 23,8   |
| 20,6   | 30-44 ans    | 21,3   |
| 15,8   | 15-29 ans    | 13,7   |
| 24,3   | 0-14 ans     | 21,7   |

| Hommes | Classe d’âge | Femmes |
| ------ | ------------ | ------ |
| 0,5    | 90 ou +      | 1,6    |
| 5,6    | 75-89 ans    | 8,9    |
| 16,7   | 60-74 ans    | 18,1   |
| 20,2   | 45-59 ans    | 19,2   |
| 18,9   | 30-44 ans    | 18,1   |
| 18,2   | 15-29 ans    | 16,2   |
| 19,9   | 0-14 ans     | 17,9   |

### Sports et loisirs

#### Randonnée pédestre
Le sentier de grande randonnée GR 128 passe à Bayenghem-lès-Éperleques.

## Économie

### Revenus de la population et fiscalité
En 2019, dans la commune, il y a 358 ménages fiscaux qui comprennent 998 personnes pour un revenu médian disponible par unité de consommation de 21 200 euros, soit inférieur au revenu médian de la France métropolitaine qui est de 21 930 euros,.

## Culture locale et patrimoine

### Lieux et monuments

#### Monument historique
- La motte féodale, au hameau de Monnecove[45], fait l’objet d’une inscription au titre des monuments historiques depuis le 26 décembre 1984[46].

#### Autres lieux et monuments
- Le séchoir à chicorée.
- L'église Saint-Wandrille ; le porche date du XVIIIe siècle. Dans l'église plusieurs statues remarquables. L'autel et une croix de procession sont inscrits aux monuments historiques à titre d'objet.
- La chapelle-oratoire Notre-Dame.
- Le monument aux morts communal au cimetière commémore les guerres de 1914-1918 et 1939-1945[47].
- Dans l'église, le monument aux morts de la paroisse commémore la guerre de 1914-1918.
- Au cimetière se trouve une tombe de guerre de la Commonwealth War Graves Commission.

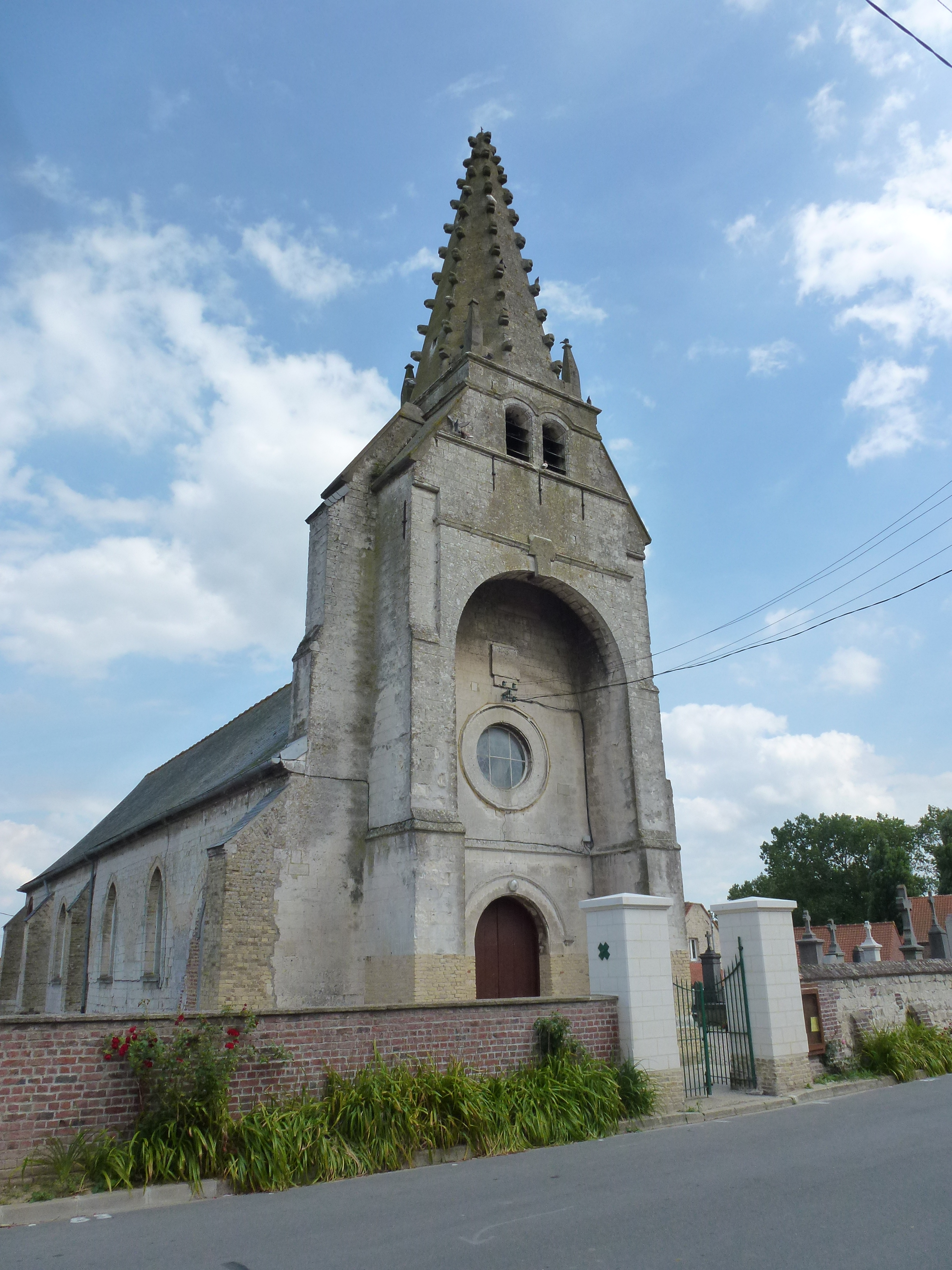
L'église Saint-Wandrille avec son porche.
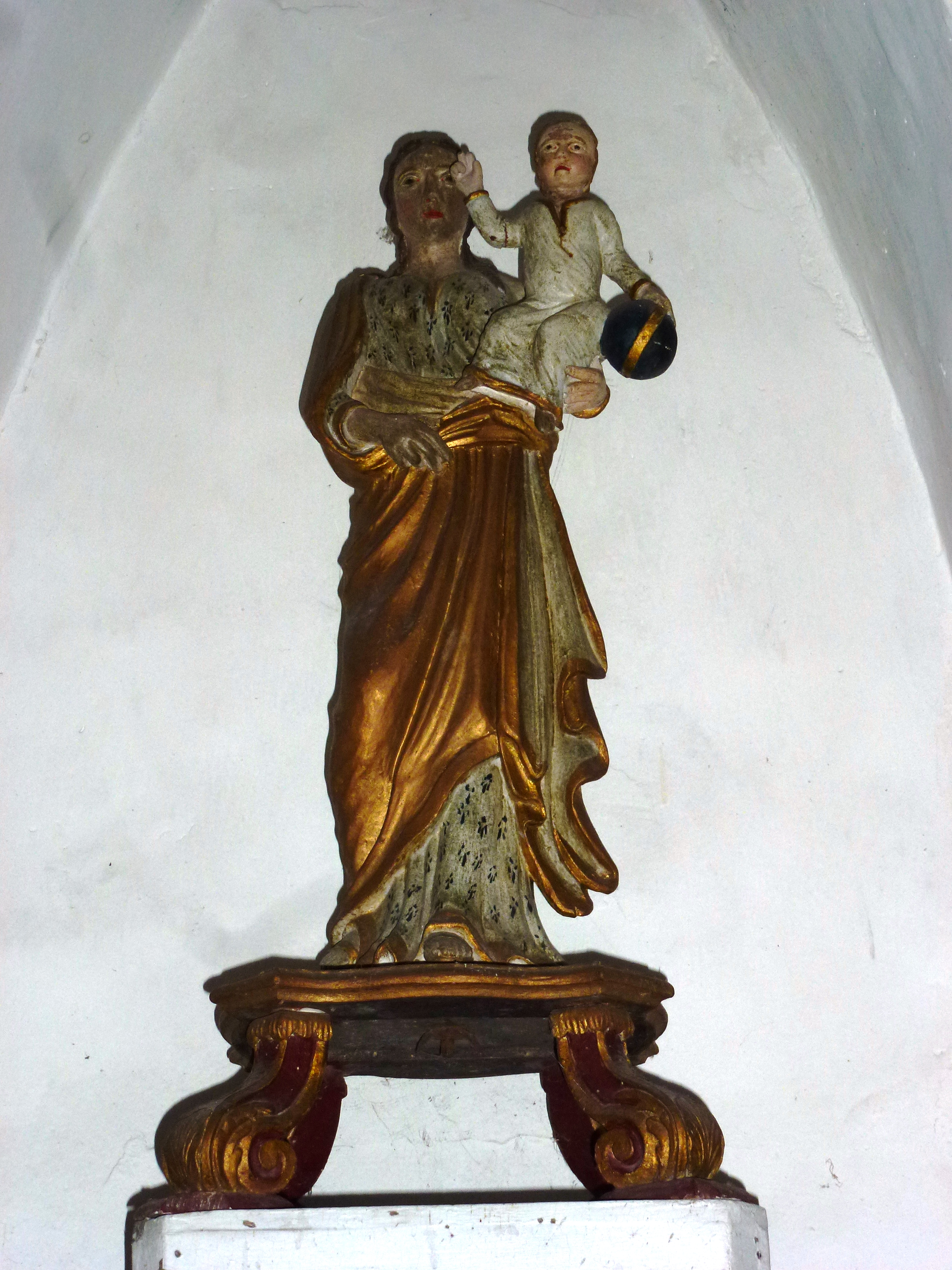
Statue Vierge et Enfant.

### Personnalités liées à la commune
- Jean III de Northoud, chevalier, seigneur de Bayeghem, Northoud, etc., capitaine de la ville de Dunkerque, conseiller et maître d'hôtel de la reine Marie, douairière de Hongrie, régente des Pays-Bas (Marie de Hongrie), est fait baron de Bayenghem en 1545[28]. Il descend d'Antoine de Northout, seigneur de Northout, de Bayenghem et de Noyelles, marié à Marie de Hardenthun, mort en 1402. Cet Antoine a eu trois fils : Jacques, Guiscard et Jean Ier. Les deux premiers sont morts vers 1436 sans descendant masculin, leurs biens sont passés à leurs filles. Jean Ier de Northout eut en partage la terre de Bayeghem. Il a engendré Jean II de Northout lequel fut père de Guillaume de Northout lui-même père de Jean III de Northout[28].
- Willy Schraen, président de la Fédération nationale des chasseurs et conseiller municipal depuis 2014.

### Héraldique
| Blason de Bayenghem-lès-Éperlecques | Blason  | D'or au porche de sable au fronton en triangle, chargé d'une bannière d'or à l'inscription « 1763 » de sable.                       |
| Blason de Bayenghem-lès-Éperlecques | Détails | Représente le porche d'entrée du cimetière de l'église, bâti en 1763. Adopté en 1991 à la suite d'un concours auprès des habitants. |

## Pour approfondir